# 小林美紀
小林 美紀（こばやし みき、1977年3月18日 - ）は、FIRST AGENTに所属するフリーアナウンサー。

## 経歴
- 北海道札幌市出身（秋田放送在籍時の公式プロフィールには東京都狛江市出身と掲載）。
- 青山学院大学卒業後、OL生活を経て、2003年4月から2006年3月まで秋田放送アナウンサーとして秋田県内を中心に活動する。
- 退社後生島企画室（現在のFIRST AGENT）に所属し、現在に至る。

## エピソード
- 秋田放送での同期入社は高橋美樹、鍋倉美保、遠藤里沙である。
- 海外留学（米国・シアトル Redmond High School 卒業）をしていたということで、英語が堪能である（実用英語検定準1級取得）。そのときに運転免許を取ったという（ワシントン州）。
- JAF MATEのインタビューを担当した。

## 番組の歴任
- ラジオ「元気満タン秋田だwin2」（ - 2005年3月23日）
- テレビ「プラス1あきた」キャスター（ - 2006年3月31日）
- テレビ「ワイドゆう」県内ニュース（隔日）
- 日本テレビ系「ニュースの女王決定戦」（2004年）